# روبرت إف. يونغ
روبرت إف. يونغ (بالإنجليزية: Robert F. Young)‏ (8 يونيو 1915، مقاطعة تشاتاقوا في الولايات المتحدة - 22 يونيو 1986، نيويورك في الولايات المتحدة)؛ كاتب وروائي أمريكي.